# Euthalia alutoya
Euthalia alutoya är en fjärilsart som beskrevs av Hans Fruhstorfer 1913. Euthalia alutoya ingår i släktet Euthalia och familjen praktfjärilar. Inga underarter finns listade i Catalogue of Life.